# Napad bojówek niemieckich na artystów polskich w Opolu w 1929
Napad bojówek niemieckich na artystów polskich w Opolu w 1929 – seria ataków tłumu młodzieży niemieckiej na zespół opery katowickiej wystawiający gościnnie przedstawienie Halki w Opolu 28 kwietnia 1929.  
Po podziale decyzją Rady Ambasadorów w październiku 1921 Górnego Śląska między Polskę a Niemcy, na terenach włączonych do obu państw znalazła się liczna mniejszość narodowa strony przeciwnej. W roku następnym zawarto konwencję genewską o Górnym Śląsku, w której obie strony zobowiązywały się do przestrzegania praw mniejszości, w tym prawa do działalności kulturalnej i zachowania kultury narodowej. Dzięki temu w polskiej części Śląska działały niemieckie teatry, a w niemieckiej – polskie. Odbywały się też gościnne występy zespołów z drugiego kraju. 
Wiosną roku 1929 zaplanowano występ w Opolu zespołu operowego teatru katowickiego, który miał wystawić Halkę Stanisława Moniuszki. Reżyserem przedstawienia był Józef Stępniewski, a sztuka miała się odbyć w sali opolskiego ratusza. Nadchodzące wystąpienie stało się obiektem antypolskiej nagonki niemieckiej prasy Opola, rozpowszechniano też przed kościołami podburzające ulotki. W efekcie tego, gdy w niedzielę 28 kwietnia 1929 do miasta przybył polski zespół śpiewaków, grupa baletowa, muzycy orkiestry i dyrekcja, w sumie 85 osób, na ulicy prowadzącej z dworca kolejowego do ratusza czekał na artystów wrogo nastawiony tłum. Z kolei przed wejściem do ratusza bojówki niemieckie zastraszały podążających na przedstawienie widzów. Mimo to o 16.30 rozpoczęto operę. Po pierwszym akcie kilkudziesięciu bojówkarzy zebranych na balkonie sali teatralnej zaczęło rzucać na dół wypełnione śmierdzącą substancją pociski. Interweniująca policja aresztowała niektórych i sztukę dokończono. Wychodzącą z budynku publiczność zaatakował tłum szowinistycznych Niemców, doszło do pobić, również kobiet. Kilku napastników zostało zatrzymanych przez policję, ale prawie od razu zwolniono ich. Polski zespół operowy przez pewien czas oczekiwał w gmachu, w końcu postanowiono opuścić teatr bocznym wyjściem i bocznymi ulicami w małych grupach dotrzeć do dworca. Nie zapobiegło to agresji słownej ze strony czekających tam ludzi. Główne wydarzenia rozegrały się przed dworcem, gdzie zebrał się duży tłum młodzieży niemieckiej. Na widok nadchodzących grup artystów tłuszcza rzuciła się na nich, opluwała i biła palkami, nogami oraz pięściami, dewastowała też instrumenty muzyczne zespołu. Pogrom kontynuowano w hali dworcowej i w tunelu prowadzącym na peron. Służby kolejowe i policja wylegitymowała część napastników, ale po chwili ich wypuściła. Pobici zostali wszyscy Polacy obojga płci, w tym reżyser Stępniewski oraz dyrektor grupy Zuna, niektórzy po przybyciu do Katowic musieli być hospitalizowani, mieli złamania kości, odbicia nerek, uszkodzenia czaszki. Dwoje artystów w wyniku odniesionych obrażeń zostało inwalidami.
Władze rejencji opolskiej wysłały na ręce konsula polskiego przeprosiny i obietnicę surowego ukarania sprawców. W związku z pogromem odbyły się dwa procesy sprawców, jeden w czerwcu, a drugi w październiku 1929. Oskarżonych łącznie było 30, zdecydowana większość z nich okazała się członkami NSDAP, pojedynczy sprawcy byli członkami Stahlhelmu. Jednym z obrońców był późniejszy zbrodniarz wojenny Hans Frank, wobec świadków stosowano groźby. Bojówkarze na ławie podsądnych zachowywali się butnie i wyzywająco. Parę osób zostało skazanych na kilka miesięcy więzienia, ponad 1/3 uniewinniono, innych ukarano grzywnami. 
Wydarzenia opolskie na ok. rok wstrzymały przyjazdy polskich zespołów na Śląsk, później odbywały się w ciągłej asyście znacznych sił policji niemieckiej. Tym niemniej wciąż dochodziło, choć na mniejszą skalę i bez tak poważnych obrażeń, do ataków tłumu Niemców na polskich artystów i widzów, m.in. latem 1930 w Oleśnie i w kwietniu 1939 w Strzelcach. W tym ostatnim incydencie pobity i hospitalizowany został dyrektor teatru katowickiego Marian Sobański.
Pogrom opolski upamiętnia tablica na ścianie ratusza w Opolu, odsłonięta w 1967.  